# Super Bowl XXXIII
O Super Bowl XXXIII foi sediado no Pro Player Stadium, em Miami, Flórida, Estados Unidos, no dia 31 de janeiro de 1999. A partida, que decidiu o título da temporada de 1998 da NFL, foi vencida pelo campeão da AFC, Denver Broncos, por 34 a 19, contra o Atlanta Falcons (campeão da NFC). O quarterback John Elway, do time vencedor, foi escolhido o MVP do jogo. Denver conquistou, assim, dois títulos consecutivamente, feito que só seria alcançado pelo New England Patriots, ao vencer os Super Bowls XXXVIII e XXXIX, em 2004 e 2005.
Os Broncos, que eram os atuais campeões do Super Bowl, haviam sido o melhor time da AFC com quatorze vitórias e duas derrotas. Os Falcons, sob comando do ex-treinador de Denver Dan Reeves, estavam fazendo sua estreia no Super Bowl após terminar o ano com quatorze vitórias em dezesseis jogos.
Sob a liderança do quarterback John Elway, os Broncos anotaram dezessete pontos seguidos, incluindo uma recepção de 80 jardas para touchdown pelo recebedor Rod Smith, dando uma vantagem de 17 a 3 no segundo quarto, um déficit que Atlanta não conseguiu reverter. No jogo final de sua carreira antes de anunciar sua aposentadoria em 2 de maio de 1999, Elway completou 18 de 29 passes para 336 jardas e um touchdown, além de uma interceptação, e um TD terrestre de três jardas. Aos 38 anos, Elway se tornou o jogador mais velho a ser nomeado MVP do Super Bowl, um recorde que só foi superado por Tom Brady em 2017 quando ele tinha 39 anos, coincidentemente também contra Atlanta.
A transmissão da Fox angariou 83,7 milhões de espectadores nos Estados Unidos.

## Jogadas
- ATL - FG: Morten Andersen 32 jardas 3-0 ATL
- DEN - TD: Howard Griffith, corrida de 1 jarda (ponto extra: chute de Jason Elam) 7-3 DEN
- DEN - FG: Jason Elam 26 jardas 10-3 DEN
- DEN - TD: Rod Smith, passe de 80 jardas de John Elway (ponto extra: chute de Jason Elam) 17-3 DEN
- ATL - FG: Morten Andersen 28 jardas 17-6 DEN
- DEN - TD: Howard Griffith, corrida de 1 jarda (ponto extra: chute de Jason Elam) 24-6 DEN
- DEN - TD: John Elway, corrida de 3 jardas (ponto extra: chute de Jason Elam) 31-6 DEN
- ATL - TD: Tim Dwight, retornando um chute inicial para 94 jardas (ponto extra: chute de Morten Andersen) 31-13 DEN
- DEN - FG: Jason Elam 37 jardas 34-13 DEN
- ATL - TD: Terance Mathis, passe de 3 jardas de Chris Chandler (ponto extra: conversão de 2 pontos falhou) 34-19 DEN